# دهنه کرکره
دهنه کرکره (به لاتین: Dahan-e Karkareh) یک منطقهٔ مسکونی در افغانستان است که در ولایت بامیان واقع شده‌است.